# Lorenz Unfried
Lorenz Unfried MCCJ, auch Lorenzo Unfried Gimpel, (* 13. September 1919 in Ornbau; † 29. November 1988) war Bischof von Tarma.

## Leben
Lorenz Unfried trat der Ordensgemeinschaft der Comboni-Missionare bei und empfing am 30. April 1950 das Sakrament der Priesterweihe.
Am 13. März 1969 ernannte ihn Papst Paul VI. zum Titularbischof von Dolia und zum Weihbischof in Arequipa. Der Erzbischof von Arequipa, Leonardo José Rodriguez Ballón OFM, spendete ihm am 11. Mai desselben Jahres die Bischofsweihe; Mitkonsekratoren waren der Militärbischof von Peru, Alcides Mendoza Castro, und der Prälat von Tarma, Antonio Kühner y Kühner MCCJ.
Papst Johannes Paul II. ernannte ihn am 19. September 1980 zum Prälat von Tarma. Am 21. Dezember 1985 wurde Lorenz Unfried infolge der Erhebung der Territorialprälatur Tarma zum Bistum erster Bischof von Tarma.
1970 verlieh ihm sein Heimatort die Ehrenbürgerschaft.